# Sisó de capell
El sisó de capell(Eupodotis senegalensis) és una espècie de gran ocell de la família dels otídids (Otididae) que habita sabanes, estepes i zones amb arbres dispersos per gran pard de l'Àfrica Subsahariana, fora de les àrees de selva densa.